# 江韶宗
江韶宗（1453年—1504年），字舜夫，順天人，明朝弘治年间的官员。
姜韶宗官居六品，其官服像，現藏南京博物院。